# Roger Cayrel
Roger Victor Emile Cayrel (Bordeaux, 4 de dezembro de 1925 - Paris, 11 de janeiro de 2021) foi um astrônomo francês.

## Carreira
Seus principais interesses foram atmosfera estelar, evolução química galáctica e estrelas pobres em metal.

## Morte
Morreu em 11 de janeiro de 2021, aos 95 anos, na capital da França, Paris.